# Estación Baltiysky
San Petersburgo-Baltiysky (del ruso: Балти́йский вокза́л), conocida originalmente como Peterhofsky (del ruso: Петергофским), es una estación de ferrocarril de San Petersburgo, una de las estaciones de tren más concurridas de Rusia por volumen de tráfico de cercanías.

## Historia
El edificio de la estación fue modelado por el arquitecto Alexander Krakau influido por la Gare de l'Est, en París. La construcción se inició en 1854 y fue inaugurada abierta el 21 de julio de 1857 como la estación de tren Peterhofsky.
La estación conserva un techo de cristal sobre las plataformas de la terminal y está flanqueado por edificios de dos pisos. El de la izquierda solía estar reservada para los miembros de la realeza rusa que iba a sus palacios en Strelna, Peterhof y Oranienbaum. Un panel de vidrio en la fachada todavía se encuentra el reloj original, diseñado por Pavel Bure, un relojero célebre del zar.
En 1872, después de que la línea de ferrocarril se extendiera a Reval (Tallin), la estación de tren de Peterhof fue renombrado a su forma actual. En 1931-1932 se reconstruyó la estación. En 1955 fue inaugurado un portal en las inmediaciones de la estación de metro de Baltiyskaya. Desde 1933, la estación ha sido utilizado para ocuparse sólo del transporte ferroviario suburbano.
El 11 de noviembre de 2002, en torno a las 10:30 hora local, tuvo lugar en un accidente en el cual un tren a 41 km/h chocó contra un andén de la estación. Como resultado del accidente los dos primeros coches saltaron a la plataforma, matando a cuatro personas e hiriendo a otras nueve.
En 2009, el tren de unidad híbrida múltiple DT1 partió desde esta estación para su viaje inaugural.

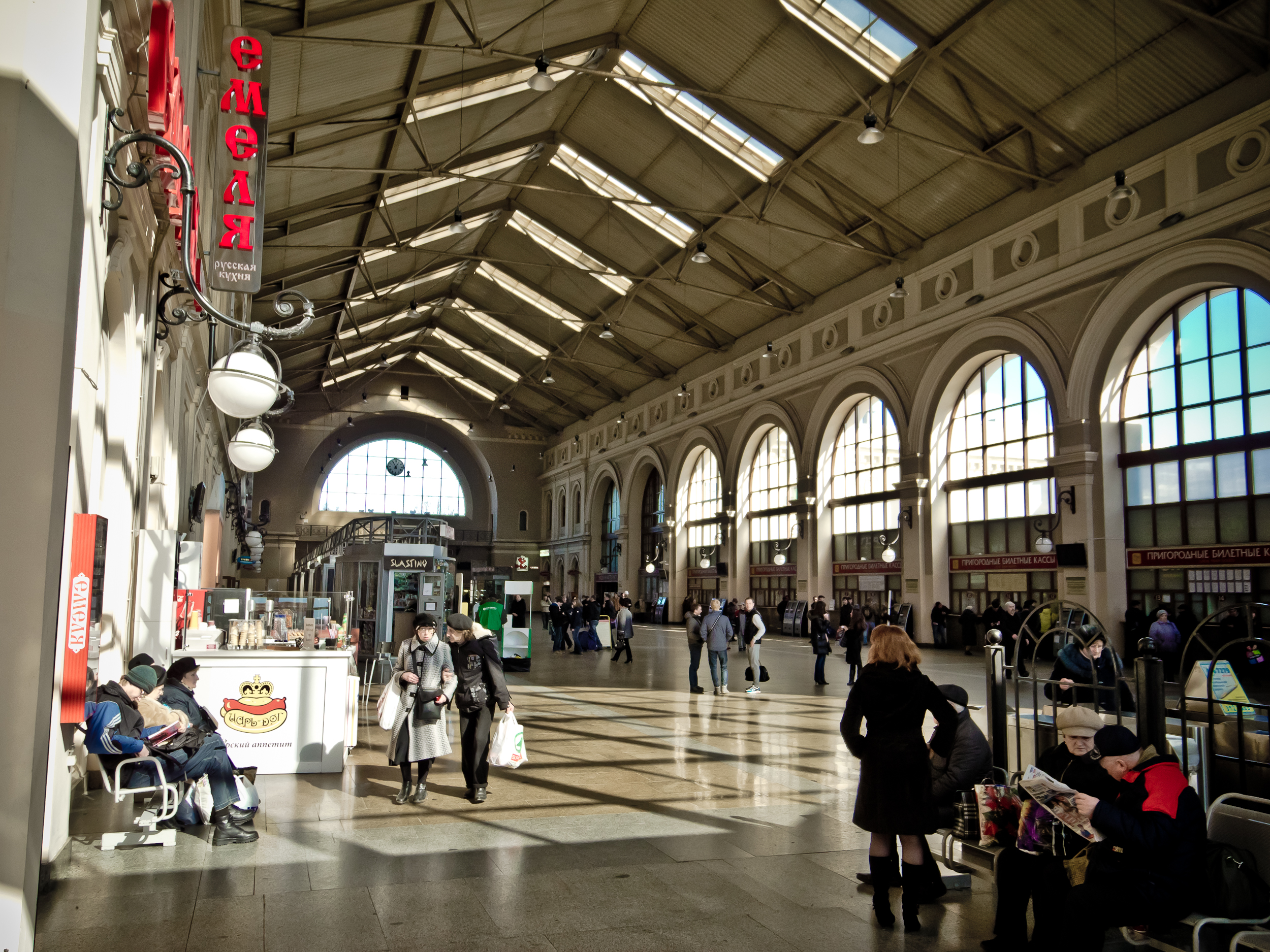
Hall de la estación
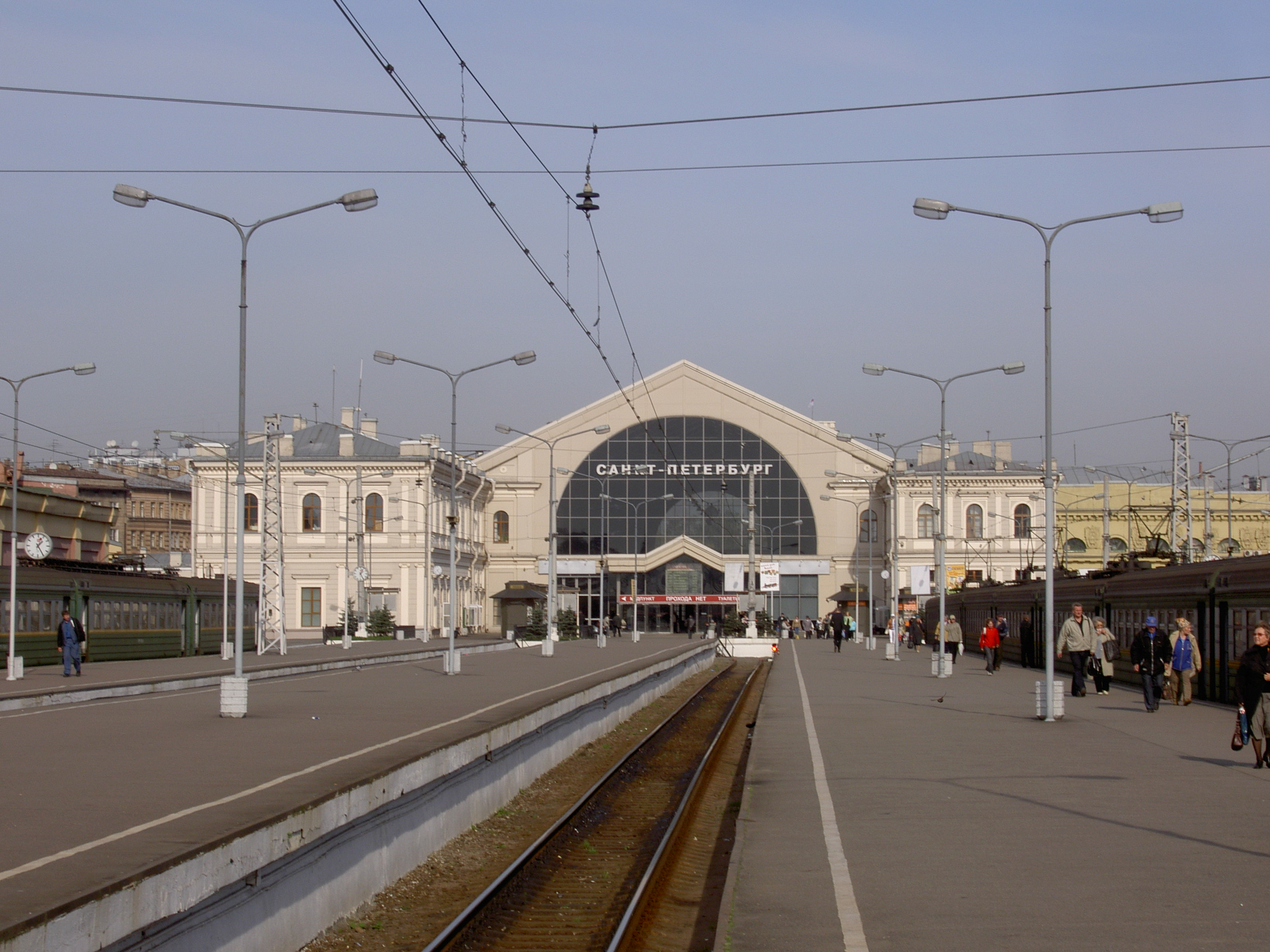
Plataformas en la estación
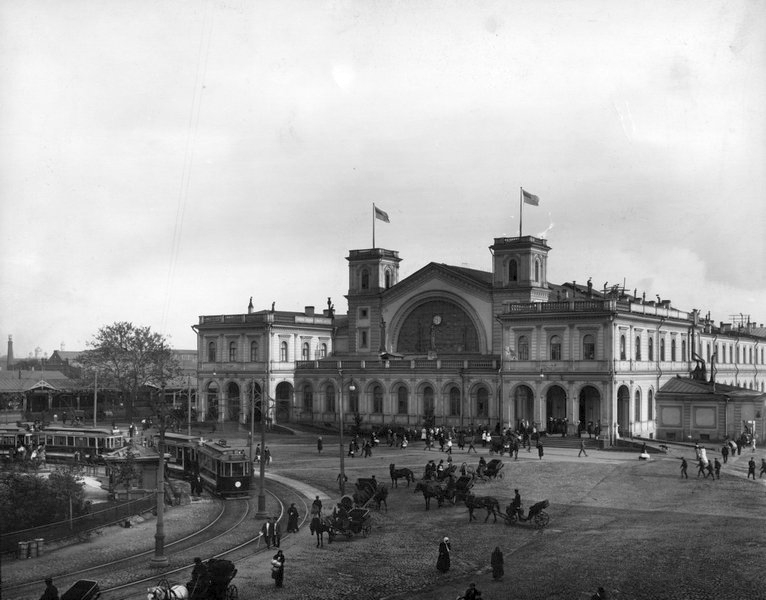
El edificio en 1909